# Comparación de la química y la física

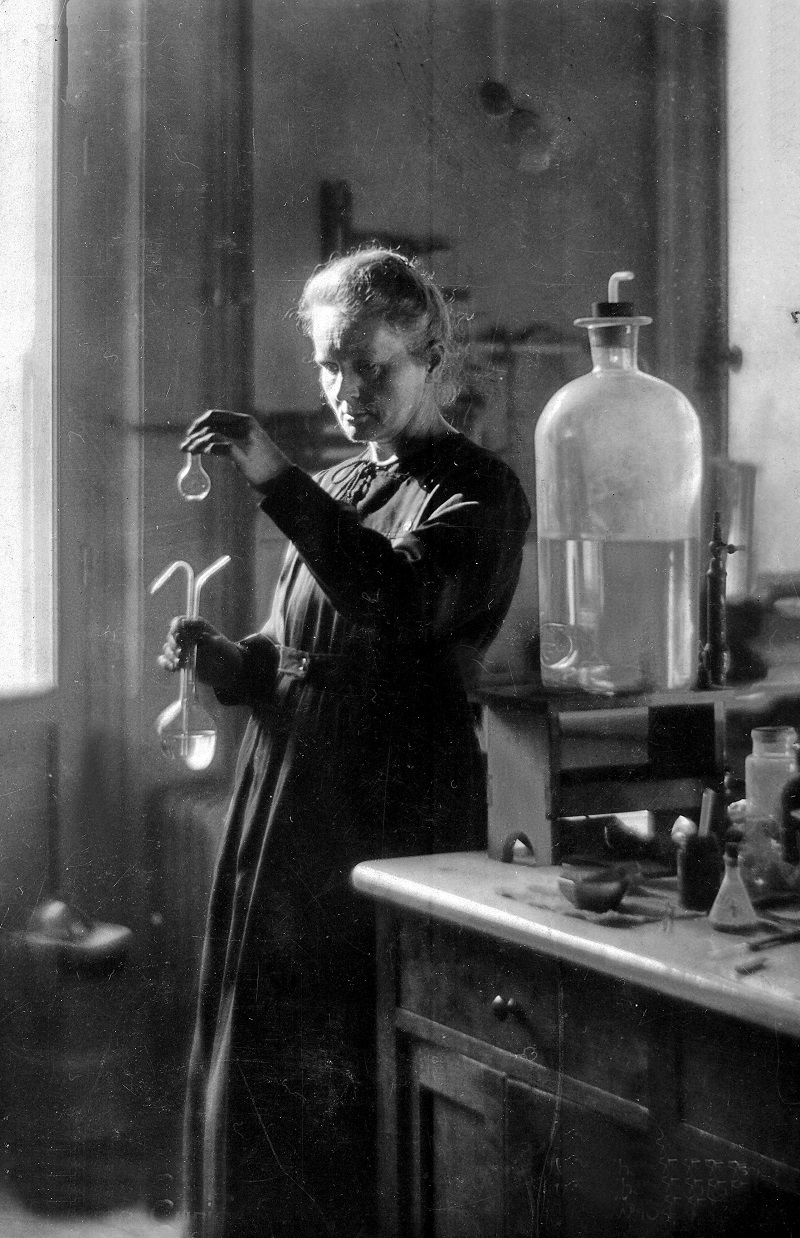
Marie Curie es la única persona a la que se le han otorgado los Premio Nobel en química y en física.

La química y la física son dos ramas de la ciencia que estudian la materia. La diferencia entre ellas es en cuanto a su rango y método. Los químicos y los físicos son educados de diferente forma, y poseen roles profesionales distintos, aun cuando trabajan en grupo. La división entre la química y la física se torna difusa en la interfase entre las dos ramas, especialmente en los campos de fisicoquímica, física química, mecánica cuántica, física nuclear/química, ciencia de materiales, espectroscopia, física del estado sólido, cristalografía, y nanotecnología.
La física y la química pueden solaparse cuando el sistema que se analiza comprende materia que se encuentra normalmente en la Tierra, compuesta de electrones y núcleos formados por protones y neutrones. Por otra parte, la química no se ocupa de otras formas de materia tales como cuarks, leptones, y otras formas de la materia, que no participan en la transformación de un tipo de substancia en otra, y que no se manifiestan bajo condiciones normales en la tierra.
Si bien las leyes fundamentales que rigen el comportamiento de la materia se aplican tanto a la química como a la física, ambas disciplinas son distintas. La física se encarga de la naturaleza desde una escala muy grande (todo el universo) hasta una escala muy pequeña (partículas subatómicas). Todos los fenómenos naturales (o producto de la acción del humano) que son medibles poseen un comportamiento que responde a los principios fundamentales estudiados por la física.
La física se ocupa de los principios fundamentales de los fenómenos físicos y las fuerzas básicas de la naturaleza, y también permite asomarse a aspectos del espacio y del tiempo. La física también se ocupa de los principios básicos que explican la materia y energía, y puede estudiar aspectos de la materia atómica al aplicar conceptos derivados de los principios más fundamentales.
La química se concentra en estudiar como es que interactúan las substancias entre sí y la energía (por ejemplo calor y luz). El estudio de los cambios de la materia (reacciones químicas) y síntesis se encuentra en el corazón de la química, y desarrollo conceptos tales como los grupos orgánicos funcionales y las leyes de velocidad de reacción de las reacciones químicas. La química también estudia las propiedades de la materia en una escala más grande (por ejemplo, astroquímica) y las reacciones de la materia a gran escala (por ejemplo, química técnica), pero por lo general, las explicaciones y predicciones se relacionan con la estructura atómica subyacente, poniendo especial énfasis en los métodos para identificar las moléculas y sus mecanismos de transformación que cualquiera de las otras ciencias.
La química es una subdisciplina de la física porque la química se diferencia de la física en aspectos tales como su enfoque, objetivo, énfasis (tema) y formación de aquellos que la practican. El conocimiento obtenido del estudio de la química o de la física puede ser utilizado en una forma más directa (ciencia aplicada) o puede ser usado para mejorar nuestra comprensión de algún aspecto de la naturaleza.
Lo cierto es que tan similares parece que a principios del siglo XX se fundó la Real Sociedad Española de Física y Química, para cubrir ambas disciplinas al mismo tiempo. La mayoría de las diferencias aparecen durante la revolución científica de medidados del siglo XX.

## Enfoque
Si bien tanto la física como la química tratan sobre la materia y sus interacción con la energía, las dos disciplinas poseen enfoques diferentes. En la física es común abstraerse del tipo específico de materia, y concentrase en las propiedades comunes muchos materiales diferentes. En óptica, por ejemplo, los materiales están caracterizados por su índice de refracción, y los materiales con el mismo índice de refracción tendrán propiedades idénticas. Mientras que la química, se enfoca en que compuestos se encuentran presentes en una muestra, y explora como una modificación de la estructura de las moléculas afectará su reactividad y sus propiedades físicas.
Las dos ciencias se diferencian en cuanto al rol que desempeña la teoría en la disciplina. La física se puede dividir en experimental y física teórica. Históricamente, la física teórica ha predicho de manera correcta fenómenos que se encontraban más allá de la base experimental de su época, y que pudieron ser comprobados una vez que los métodos experimentales progresaron. En la química, históricamente el rol de la teoría ha sido retrospectivo, resumiendo datos experimentales y prediciendo el resultado de experimentos similares. Sin embargo, con la cada vez mayor capacidad de los métodos computacionales en la química, ha sido posible predecir si un compuesto hipotético es estable o no antes de que se disponga de datos experimentales.

## Temas en la interfase entre la química y la física
La química y la física no son ciencias estrictamente separadas, y químicos y físicos trabajan en equipos interdisciplinarios explorando los siguientes tópicos.

- Química cuántica
- Espectroscopia
- Termodinámica
- Física del estado sólido
- Cristalografía
- Nanomateriales